# PDF/A
PDF/A är en ISO-standardiserad version av PDF (Portable Document Format). Det släpptes den 1 oktober 2005. PDF/A används vid långvarig arkivering av digitala dokument. Skillnaden mellan PDF och PFD/A är att PDF/A förhindrar användandet av egenskaper som inte är anpassade för långvarig förvaring. PDF/A ska därför kunna öppnas i exempelvis vilket operativsystem som helst utan att någon information går förlorad.
Vad bokstaven "A" står för i PDF/A är inte helt klart men ofta tolkas det som "Archive". Det sägs även stå för "Accessible".